# Кулініч Андрій Григорович
Андрі́й Григо́рович Кулі́ніч (3 жовтня 1992 — 18 лютого 2015) — солдат Збройних сил України, учасник російсько-української війни.

## Життєвий шлях
Закінчив 9 класів ЗОШ № 7, 2010-го — Новоград-Волинське ВПУ, спеціальність токар. У 2011—2012 роках пройшов строкову службу. Працював у Державному підприємстві «Новоград-Волинське ДЛМГ». Любив малювати, захоплювався різьбярством.
Мобілізований 18 березня 2014-го, солдат, кулеметник 1-ї механізованої роти 1-го механізованого батальйону 30-ї окремої механізованої бригади.
Вийшов з оточення біля Савур-могили. Під Красним Лучем ледь не потрапив до полону — БМП була заблокована пошкодженим танком, вирвалися з боєм.
Був поранений у голову під час виконання бойового завдання під Луганським біля Дебальцевого. При транспортуванні до лікарні санітарна машина потрапила під обстріл, Андрій загинув.
28 лютого 2015-го похований у Новограді-Волинському, на кладовищі в мікрорайоні «Дружба».
Без Андрія лишились батьки Лілія Степанівна й Григорій Станіславович, сестра Анастасія.

## Нагороди та вшанування
- Указом Президента України № 553/2015 від 22 вересня 2015 року — орденом «За мужність» III ступеня (посмертно)[1]
- 26 травня 2017 року на будівлі Новоград-Волинського вищого професійно-технічного училища урочисто відкрито та освячено меморіальні дошки на честь випускників Аки Камбарова та Андрія Кулініча.